# Diocesi di Giunca di Bizacena
La diocesi di Giunca di Bizacena (in latino Dioecesis Iuncensis in Byzacena) è una sede soppressa e sede titolare della Chiesa cattolica.

## Storia
Giunca di Bizacena, identificabile con Ounga nell'odierna Tunisia, è un'antica sede episcopale della provincia romana di Bizacena.
Sono quattro i vescovi attribuiti con certezza alla sede di Giunca di Bizacena. Tertullo figura al 105º posto nella lista dei vescovi della Bizacena convocati a Cartagine dal re vandalo Unerico nel 484; Tertullo, come tutti gli altri vescovi cattolici africani, fu condannato all'esilio. Nel sito di Ounga (Bordj Younga) è stato trovato un epitaffio in mosaico, con il nome del vescovo Quodvultdeus, morto a 68 anni di età; l'epitaffio è databile tra V e VI secolo. Il vescovo Verecondo è menzionato nella Cronaca di Vittore di Tunnuna per essere stato un acerrimo difensore dei Tre Capitoli; è menzionato anche da Isidoro di Siviglia nel suo De viris illustribus, come uomo di fede e di scienza. Infine, Numidio sottoscrisse la lettera sinodale dei vescovi della Bizacena riuniti in concilio nel 646 per condannare il monotelismo e indirizzata all'imperatore Costante II.
Alla conferenza di Cartagine del 411, che vide riuniti assieme i vescovi cattolici e donatisti dell'Africa romana, prese parte il donatista Valentiniano. Essendo documentato solo come episcopus Iuncensis, senza ulteriori specificazioni geografiche, questo vescovo potrebbe appartenere anche alla diocesi di Giunca di Mauritania.
A Giunca si tenne nel 524 un sinodo provinciale dei vescovi della Bizacena. La diocesi è ancora menzionata fra le quattordici sedi vescovili della Bizacena nella Notitia Episcopatuum redatta dall'imperatore bizantino Leone VI (886-912).
Nel sito archeologico sono stati identificati diversi edifici cristiani, tra cui tre basiliche a tre e a cinque navate.
Dal 1933 Giunca di Bizacena è annoverata tra le sedi vescovili titolari della Chiesa cattolica; dal 14 febbraio 2008 il vescovo titolare è Juan Humberto Gutiérrez Valencia, già vescovo ausiliare di Guadalajara.

## Cronotassi

### Vescovi
- Valentiniano ? † (menzionato nel 411) (vescovo donatista)

- Tertullo † (menzionato nel 484)
- Quodvultdeus † (V/VI secolo)
- Verecondo † (? -  552 deceduto)
- Numidio † (menzionato nel 646)

### Vescovi titolari
- Marcel Roger Buyse, O.F.M.Cap. † (12 marzo 1967 - 8 gennaio 1971 dimesso)
- Ephraim Silas Obot † (28 giugno 1971 - 17 dicembre 1977 nominato vescovo di Idah)
- Vital João Geraldo Wilderink, O.Carm. † (5 giugno 1978 - 21 aprile 1980 nominato vescovo di Itaguaí)
- Lino Vomboemmel, O.F.M. † (25 maggio 1981 - 9 giugno 1983 nominato vescovo coadiutore di Santarém)
- Thadeu Gomes Canellas (19 novembre 1983 - 10 novembre 1999 nominato vescovo di Osório)
- Manuel Parrado Carral (3 gennaio 2001 - 9 gennaio 2008 nominato vescovo di São Miguel Paulista)
- Juan Humberto Gutiérrez Valencia, dal 14 febbraio 2008